# Sankt Nikolaus (Kantate)

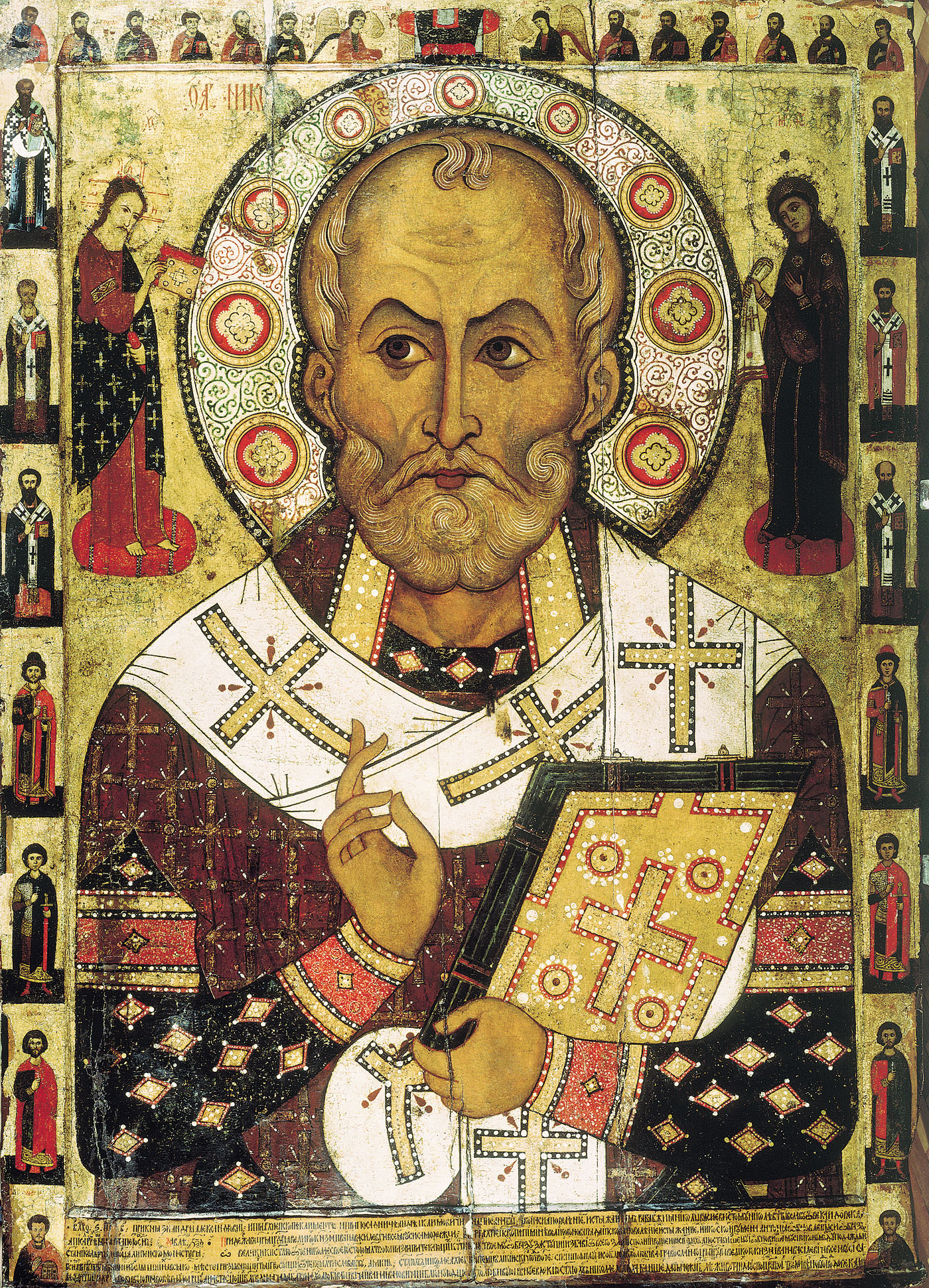
Russische Ikonendarstellung des namensgebenden Sankt Nikolaus, Nikolaus von Myra (1294)

Sankt Nikolaus (auch Sankt Nikolaus-Kantate, engl. Saint Nicolas Cantata) ist eine Kantate des britischen Komponisten Benjamin Britten aus dem Jahre 1948. Die Kantate ist für gemischten Chor, Tenor-Solo, Klavier, Streicher, Schlagzeug und Orgel sowie einen kleinen Kinderchor komponiert und beschreibt das Leben des Bischofs Nikolaus von Myra.

## Entstehung
Die Kantate entstand 1948 für eine schulische Festveranstaltung auf Lancing College in Lancing, Sussex. Die Mittel, die Britten zur Verfügung standen, bestimmten auch Besetzung und Struktur des Werkes: Es wurden ein Amateurorchester und als gemischter Chor ein vierstimmiger Schülerchor eingesetzt; das Orchester wurde jedoch von fünf Berufsmusikern unterstützt. Die Uraufführung fand im Juni 1948 am von Britten mitbegründeten Aldeburgh-Festival statt, als offizielle Premiere gilt aber die Aufführung in der „Lancing College Chapel“ bei dessen Hundertjahrfeier am 24. Juli 1948.

## Werk
Britten bezeichnete seine Komposition als Kantate, obwohl sie deutliche Züge eines Oratoriums besitzt. Es wechseln einander rezitativische Abschnitte und ariose Teile ab, welche wiederum durch Chorszenen und Choräle untergliedert sind, die von der zuhörenden Gemeinde mitgesungen werden.
Der heilige Nikolaus, Schutzpatron der Kinder, Seeleute und Reisenden sowie der Stadt Lancing (was für die Stoffwahl Brittens gewiss erheblich war), wird vom Komponisten als starke Persönlichkeit gezeichnet. Der Text stammt vom Librettisten Eric Crozier, der einige Jahre mit Britten zusammenarbeitete. Es existiert eine veröffentlichte deutsche Übersetzung von Renate Frank-von Aschoff. Die englische Fassung gelangt häufiger zur Aufführung als die deutsche. Die Aufführung des Werks dauert etwa 1 Stunde.
Die Kantate ist in folgende neun Abschnitte gegliedert:

### I. Einleitung
Die Einleitung hat den mystischen Charakter einer Heraufbeschwörung des Nikolaus. Homophone Chorstellen wechseln sich mit Tenorsoli ab.

### II. Die Geburt des Nikolaus
Im zweiten Teil geht es um Nikolaus’ Geburt und die Willkommensgrüße der Menschen und der Natur. Neben der orchestralen Begleitung singen nur die Sopran- und Altstimmen des Chores sowie der junge Nikolaus, dessen Gesangspart von einem Knaben übernommen wird. Am Schluss setzt der Solotenor ein und singt die zuvor vom Knaben gesungene Zeile in seiner Stimmlage.

### III. Nikolaus weiht sein Leben Gott
Der dritte Part besteht aus Nikolaus’ Gelübde, sein Leben Gott zu weihen und zu widmen. Der Chor schweigt in diesem Teil.

### IV. Er fährt nach Palästina
Nikolaus’ Reise nach Palästina ist eine naturalistische Ausmalung, wenn die Klaviere durch das stete Auf und Ab in ihrer Partitur eine Wellenbewegung oder auch die ins Wasser eintauchenden Ruder darstellen. Auch das Aufkommen des Sturmes und die abflauenden Winde werden deutlich ausgedrückt. In diesem Teil kommt erstmals der kleine Kinderchor auf der Galerie zum Einsatz; aus dem Chor singen nur die Männerstimmen.

### V. Nikolaus kommt nach Myra und wird zum Bischof gewählt
Nikolaus’ Ankunft in Myra und seine Wahl zum Bischof werden zuerst durch homophone Chorsätze in Begleitung der Orgel in Abwechslung mit dem Galeriechor dargestellt. Auf die Homophonie folgt eine Fuge des Chores, welche in einen feierlichen Choral mündet, der auch von der Gemeinde mitgesungen wird.

### VI. Nikolaus’ Erzählung aus dem Gefängnis
Der sechste Teil behandelt die Christenverfolgung und Nikolaus’ Jahre in Gefangenschaft. Auch in diesem Teil schweigt der Chor.

### VII. Nikolaus erweckt drei Knaben wieder zum Leben
Der siebte Abschnitt beginnt mit dem verzweifelten Suchen der Myraner nach drei Knaben namens Johann, Tim und Mark. Darauf findet Nikolaus die toten Kinder und erweckt sie wieder zum Leben. Der Abschnitt endet mit dem Halleluja-Gesang der drei Knaben, des Galeriechors und des Gesamtchors.

### VIII. Seine Frömmigkeit und seine wunderbaren Werke
Nach der exemplarischen Wundertat folgt im achten Teil der Dank und Preis derer, denen Nikolaus in der Not geholfen hat. Weitere seiner Taten werden in kurzen Abschnitten behandelt.

### IX. Der Tod des Nikolaus
Nach den letzten Worten des Nikolaus besingt der Chor unisono (einstimmig) dessen Weggang ins Jenseits. Es wird noch der Schluss des Vater-unser-Gebets und der Schluss des 100. Psalms gesungen, bevor der abschließende Choral die Kantate feierlich beendet.